# 朝鮮半島の人口推移
朝鮮半島の人口推移（ちょうせんはんとうのじんこうすいい）では、古代から近代にかけての朝鮮半島の人口推移について述べる。

## 概要

### 漢による統治
朝鮮半島の人口統計上、もっとも古い資料としては「漢書地理志」「続漢書郡国誌」「晋書地理志」の戸口記録がある。
楽浪郡と玄菟郡は現在の北朝鮮の領域に相当するため、林玲子（２００７）は北朝鮮と韓国の人口比（1950〜2000年）に着目し、南部に北部の２倍分布していたと仮定して、紀元２年の朝鮮半島の人口を180万人と推計した。
| 時代                                   | 紀元  | 戸数   | 人口   | 史料         |
| -------------------------------------- | ----- | ------ | ------ | ------------ |
| 楽浪郡（現在の平安道、黄海道、京畿道） |       |        |        |              |
| 元始２年                               | 2年   | 62812  | 406748 | 漢書地理志   |
| 永和５年                               | 140年 | 61492  | 257050 | 続漢書郡国誌 |
| 太廉初年                               | 280年 | 8600   | -      | 晋書地理志   |
| 玄菟郡（現在の咸鏡道）                 |       |        |        |              |
| 元始２年                               | 2年   | 45006  | 221845 | 漢書地理志   |
| 永和５年                               | 140年 | 1594   | 43163  | 続漢書郡国誌 |
| 太廉初年                               | 280年 | 3200   | -      | 晋書地理志   |
| 合計                                   |       |        |        |              |
| 元始２年                               | 2年   | 107818 | 628593 | 漢書地理志   |
| 永和５年                               | 140年 | 63086  | 300213 | 続漢書郡国誌 |
| 太廉初年                               | 280年 | 11800  | -      | 晋書地理志   |

### 三韓時代

#### 三韓〜馬韓・辰韓・弁韓（0〜346年）
朝鮮半島北方が中国により統治・侵略を繰り返されていた時代、南方にもいくつかの国があった。
それらは、その時々の中国王朝に朝貢しつつも韓族の統治が続いていた。
特に馬韓は後の百済に相当する地域を治め、その国は５４を数えた。また弁辰は合わせて２４カ国であったという。（三国魏志東夷伝）
同時代の口数の推計は、『三国遺事』２巻　駕洛國記の「百姓凡一百戸。七万五千人」から「凡一百戸」を「九千百戸」の誤写として口数を一戸8.2人とする説がある。
また7世紀（百済滅亡時）までの700年で同地域であった馬韓54万戸から百済76万戸に増えたと捉え、かつ同時代の口数を前述の一戸8.2人として、年0.058の人口増加率を求めた場合、1906年の人口から逆算する三韓時代の朝鮮半島の全人口は、482万人。

### 三国〜高麗時代

#### 高句麗・百済・新羅（313〜936年）
「東史補遺」「三国遺事」に断片的な人口の記録が残っている。
高句麗・百済の滅亡時に数字が不自然に跳ね上がっており、これらは三国合わせての数字と捉え全土の人口は380万と推計する説がある。
前述の口数一戸8.2人を用いると、『三国遺事』１巻　紀異第一　七十二国「七十八国各万戸」を用いて、78万戸x8.2＝640万人とする説もある。
なお、前述の年0.058の人口増加率により1906年の人口から逆算する三国時代の朝鮮半島の全人口は、675万人。
| 時代         | 紀元        | 東史補遺   | 三国遺事   | 推計人口 |
| ------------ | ----------- | ---------- | ---------- | -------- |
| 高句麗       |             |            |            |          |
| 6代王太祖    | - 121年     | 3万戸      |            | 150000   |
| 19代広開土   | 392 - 412年 | 21万508戸  |            | 1052530  |
| 滅亡時       | 668年       | 69万6000戸 |            | 3480000  |
| 百済         |             |            |            |          |
| 全盛期       | 500         | 15万2200戸 | 15万2300戸 | 761000   |
| 滅亡時       | 661         |            | 76万戸     | 3800000  |
| 新羅         |             |            |            |          |
| 慶州、全盛時 | 7 - 8世紀   |            | 17万8936戸 | 894680   |

#### 統一新羅時代（660〜935年）
正倉院所蔵の「中倉59　華厳経論帙」の内張紙にあった新羅の公文書（755〜867年とされるが、現在は815年説と695年説が有力）に4つの村落の戸数や人口について３年間の推移が記録されている。
戸数は43戸、総人口は442人（男子194、女子248）で奴婢は25人とある。
戸数あたり10.2人であることから、前時代資料の戸数を参考にすれば推定人口は760万人である。
| 村名                             | 周長         | 田合計  | 人口  |
| -------------------------------- | ------------ | ------- | ----- |
| 沙害漸村                         | 5725歩       | 165.2結 | 142名 |
| 薩下知村（と利何木杖谷の埋立地） | 8770＋4060歩 | 183.8結 | 125名 |
| 某村                             | 欠落         | 欠落    | 69名  |
| 西原京某村                       | 4800歩       | 107.5結 | 106名 |

| 人口 | 成人男(+未成年+老人等) | 成人女(同) | 合計      | 内奴婢(男、女) |
| ---- | ---------------------- | ---------- | --------- | -------------- |
|      | 29(+32+1)              | 42(+36+2)  | 142       | うち8(2、6)    |
| 計   | 男62名                 | 女80名     | 合計142名 | なお戸数11戸   |
| 子供 | ３年間の出生（男、女） | 死亡（同） |           | 内死亡奴婢(同) |
|      | １３名（5、8）         | ４名(3、1) |           | １名（1、0）   |

#### 高麗時代（936〜1392）
戸籍を取ったという記録があるが具体的な数字はない。高麗史にあるように１６歳以上は成人扱いで６０歳を超えると賦役免除されたのは前後の時代で共通であった。加えて戸籍申告不正・年齢詐称に罰則を規定していることから逆説的に賦役逃れが横行しており数字には不備が多かったと推測されている。
人口の推定方法は前後の人口記録を参考に平均人口増加率(0.0518%)により求めるもので937年ごろの推定人口は780万人。

### 李氏朝鮮
1395年〜1905年までは李氏朝鮮による「戸籍帳籍」が取られた。しかし当初は高麗時代のものを踏襲するしかなく内情不安で人民の逃亡・流入が相次いだため、1401年ごろから戸籍制度が本格的に整備された。

#### 太祖〜太宗 （1392〜1418年）
李氏朝鮮による調査は徴税賦役を目的としていたが、男性の虚偽申告だけでなく身分や収穫率による軍役とは無関係な一部の女子、賎・奴などの疎外層を申告から除外したり隠す行為に対しても戸主（申告者）と地方官に罰が与えられた。「隣保制度」により10戸あるいは34戸を1隣保として、その長が報告する義務を課すなどしたが、それでも３年に一度の戸籍整備はなかなか進まなかった。
より細かい５戸単位で報告させる「五家統制」や、戸別の構成を貼り出させる「號牌制」など統制を強める策が講じられたが賦役を逃れようとする人民の抵抗は激しく不正も横行した。
記録によれば太宗４年 （1395年）の戸数は153,403戸とされ、人口は322,746人だが、これは京五部が欠落している上、かつ成人男子のみの可能性あり。
よって前述の三国時代の年平均人口増加率と実数に近いとされる1906年人口から1392年推定人口は991万人。

#### 世祖以降 （1419〜1906）
1455年以降、ようやく「経国大典」が編纂され「戸典」（戸籍条　1460年）が完成した。1592年の帳籍「山陰戸籍」では男女の奴婢、逃亡者に至るまで記録があり徹底されたことがわかる。それでも全土の数字が出たのは1639年以降でたびたび自然増ではない伸びを示すため、登録方法による揺れ（軍役を目的とする「號牌制」が廃止と復活を繰り返しているなど）があったと考えられる。その上で李氏朝鮮時代の1800年代の人口は最高値である1807年の7561403人から推計値750万人とされてきた。
ただし日本による以降の調査で人口が急増していることからも実際は李氏朝鮮末期でも1000万人前後の人口があった可能性はある。ちなみに前述の1906年人口を基準とした三国時代の年平均人口増加率による1543年の推定人口は1072万人である。

### 日本統治下朝鮮
1905年第二次日韓協約によって大韓帝国は日本の保護国になる。これ以降は日本（韓国統監府および朝鮮総督府）による調査。1910年に韓国併合。
| 西暦 | 居住朝鮮人 | 1904年比 | 日本政府統計 |
| ---- | ---------- | -------- | ------------ |
| 1753 | 730万人    | 102      |              |
| 1850 | 750万人    | 105      |              |
| 1864 | 802万人    | 113      |              |
| 1876 | 804万人    | 113      |              |
| 1885 | 897万人    | 126      |              |
| 1891 | 788万人    | 110      |              |
| 1904 | 710万人    | 100      |              |
| 1907 | 1167万人   | 164      |              |
| 1910 | 1313万人   | 184      | 13,128,780   |
| 1911 | 1383万人   | 194      |              |
| 1912 | 1413万人   | 200      | 14,566,783   |
| 1913 | 1517万人   | 213      |              |
| 1914 | 1562万人   | 220      | 15,620,720   |
| 1915 | 1596万人   | 224      |              |
| 1916 | 1631万人   | 229      | 16,309,179   |
| 1917 | 1662万人   | 234      |              |
| 1918 | 1670万人   | 235      | 16,697,017   |
| 1919 | 1678万人   | 236      |              |
| 1920 | 1692万人   | 238      | 16,916,078   |
| 1921 | 1706万人   | 240      |              |
| 1922 | 1721万人   | 242      | 17,208,139   |
| 1923 | 1745万人   | 245      |              |
| 1924 | 1762万人   | 248      | 17,619,540   |
| 1925 | 1854万人   | 261      |              |
| 1926 | 1862万人   | 262      | 18,615,033   |
| 1927 | 1863万人   | 262      |              |
| 1928 | 1867万人   | 262      | 18,667,334   |
| 1929 | 1878万人   | 264      |              |
| 1930 | 1969万人   | 277      | 19,685,587   |
| 1931 | 1971万人   | 277      |              |
| 1932 | 2004万人   | 282      | 20,037,273   |
| 1933 | 2021万人   | 284      |              |
| 1934 | 2051万人   | 288      | 20,513,804   |
| 1935 | 2125万人   | 299      |              |
| 1936 | 2137万人   | 300      | 21,373,572   |
| 1937 | 2168万人   | 305      |              |
| 1938 | 2195万人   | 309      | 21,950,616   |
| 1939 | 2210万人   | 311      |              |
| 1940 | 2295万人   | 323      | 22,954,563   |
| 1941 | 2391万人   | 336      |              |
| 1942 | 2553万人   | 359      | 25,525,409   |